# شهرستان مونمورانسی (میشیگان)
شهرستان مونمورانسی، میشیگان (به انگلیسی: Montmorency County, Michigan) یک سکونتگاه مسکونی در ایالات متحده آمریکا است که در میشیگان واقع شده‌است.